# ITS Cup 2013
L'ITS Cup 2013 è stato un torneo di tennis facente parte della categoria ITF Women's Circuit nell'ambito dell'ITF Women's Circuit 2013. È stata la 5ª edizione del torneo che si è giocata a Olomouc in Repubblica Ceca dal 15 al 21 luglio 2013 su campi in terra rossa e aveva un montepremi di $100,000.

## Partecipanti

### Teste di serie
| Nazionalità | Giocatrice                 | Ranking* | Testa di serie |
| ----------- | -------------------------- | -------- | -------------- |
| Slovenia    | Polona Hercog              | 87       | 1              |
| Rep. Ceca   | Barbora Záhlavová-Strýcová | 96       | 2              |
| Rep. Ceca   | Eva Birnerová              | 104      | 3              |
| Francia     | Pauline Parmentier         | 120      | 4              |
| Ucraina     | Maryna Zanevs'ka           | 131      | 5              |
| Italia      | Nastassja Burnett          | 156      | 6              |
| Ucraina     | Nadežda Kičenok            | 169      | 7              |
| Romania     | Andreea Mitu               | 174      | 8              |

- Ranking all'8 luglio 2013.

### Altre partecipanti
Giocatrici che hanno ricevuto una wild card:
- Jesika Malečková
- Karolína Novotná
- Gabriela Pantůčková
- Barbora Štefková

Giocatrici che sono passate dalle qualificazioni:
- Tereza Malíková
- Pernilla Mendesová
- Petra Rohanová
- Zuzana Zálabská

## Vincitrici

### Singolare
Polona Hercog ha battuto in finale  Katarzyna Piter con il punteggio di 6–0, 6–3

### Doppio
Renata Voráčová /  Barbora Záhlavová-Strýcová hanno battuto in finale  Martina Borecká /  Tereza Malíková con il punteggio di 6–3, 6–4